# Zupa z dyni
Zupa z dyni – gęsta zupa sezonowa, której głównym składnikiem jest miąższ dyni jadalnej, nadający jej charakterystyczny smak i pomarańczowy lub pomarańczowo-żółty kolor. Zupa spożywana jest głównie jesienią i wczesną zimą ze względu na ograniczoną trwałość świeżych dyń. Może być doprawiona do smaku na słodko (np. cukrem i olejkiem migdałowym dla zapachu) lub na ostro (np. solą, gałką muszkatołową i cynamonem). Zupa jest przyrządzana na rosole wołowym lub z kurczaka, ale także występuje w wariancie wegetariańskim, na wywarze z warzyw. Istnieją różne wersje zupy, np. z dodatkiem proszku curry, z kawałkami podsmażonego boczku, z dyni uprzednio opieczonej w piekarniku czy z dodatkiem mleczka kokosowego. Dla ozdoby po wierzchu zupa zostaje posypana, np. posiekaną natką zielonej pietruszki czy prażonymi nasionami dyni.
Zupa jest dostępna przez cały rok na rynku w puszkach o długim terminie przydatności do spożycia.

## Rys historyczny
W końcu XVIII wieku zupa z dyni była popularnym przepisem wykorzystywanym w zakonach, szkołach i szpitalach położonych na obszarach wiejskich we Francji.
Od połowy lat 80. XX wieku w książkach kucharskich i czasopismach zaczęły coraz częściej pojawiać się przepisy na zupę z dyni. Przepisy te, różniące się dodatkowymi składnikami, można znaleźć w książkach kucharskich licznych narodów, albowiem dynie mogą być uprawiane na wszystkich sześciu kontynentach, z wyjątkiem Antarktydy.
W Stanach Zjednoczonych spożywanie zupy z dyni jest popularne na obiad podczas Halloween i Święta Dziękczynienia, aczkolwiek większość amerykańskich zbiorów dyni jest wykorzystywana w celach dekoracyjnych (do wydrążenia Jack-o'-lantern), a nie spożywczych.

## Joumou

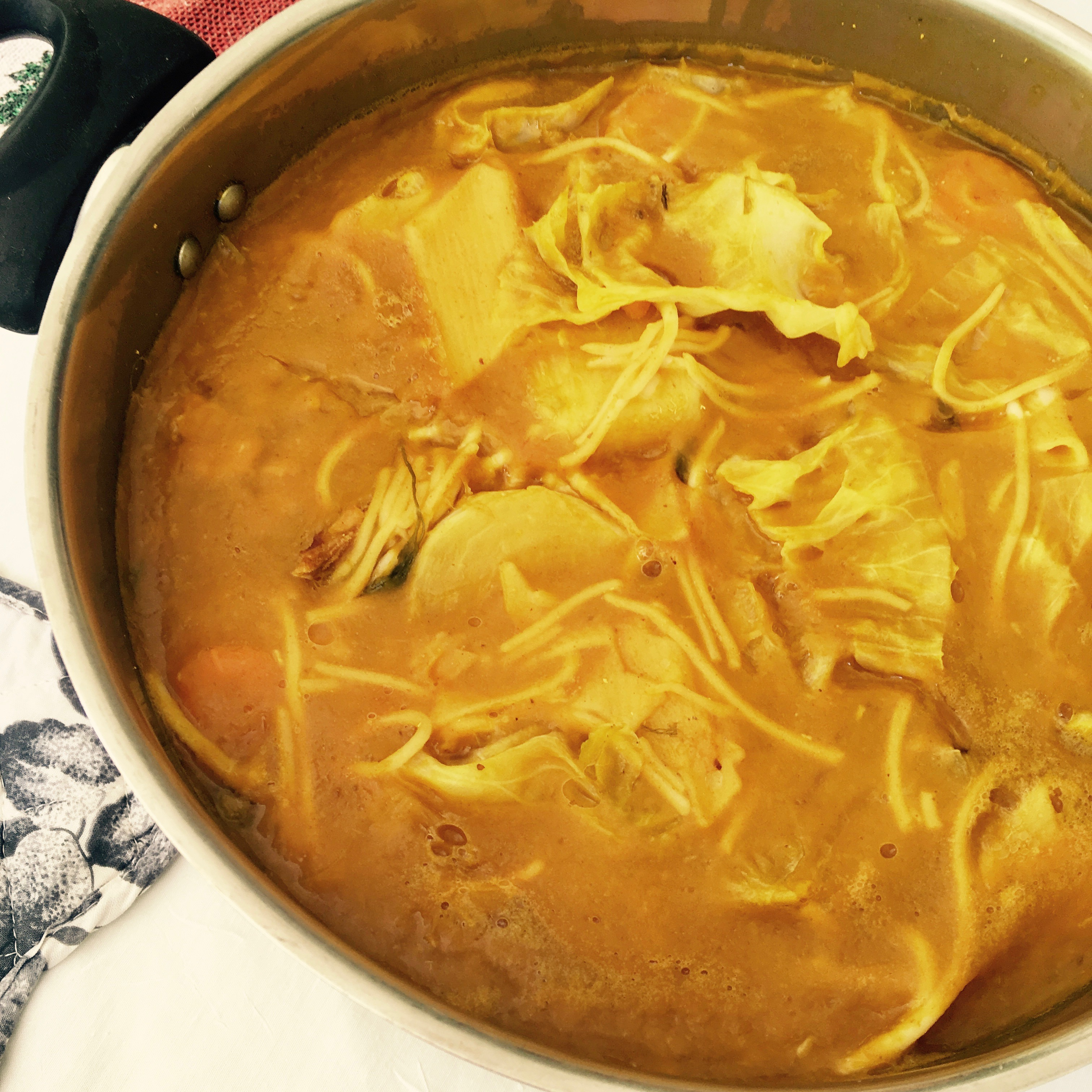
Joumou, czyli haitańska zupa z dyni

Na Haiti początkowo jedynie francuscy koloniści posiadali przywilej konsumowania zupy z dyni, gdyż uważali zupę za zbyt wykwintną dla podniebienia haitańskich niewolników, którzy mogli jeść jedynie zupę chlebową. Dopiero po rewolucji haitańskiej zupa z dyni stała się dostępna dla każdego mieszkańca wyspy i jest tradycyjnie spożywana przez Haitańczyków, jako symbol odzyskania wolności, każdego pierwszego dnia stycznia, począwszy od 1804 roku, albowiem właśnie 1 stycznia 1804 roku Jean-Jacques Dessalines ogłosił uzyskanie niepodległości przez Haiti od Francji. W języku haitańskim zupa z dyni nazywana jest joumou.
Na przestrzeni czasu przepisy na zupę z dyni zmieniały się, w zależności od dostępności dodatkowych składników wchodzących w jej skład, metod przyrządzania i urządzeń kuchennych, ale w dalszym ciągu współczesne przepisy przypominają jej dawne receptury.